# 贝西茨
贝西茨（德語：Besitz）是德国梅克伦堡-前波美拉尼亚州的市镇，隶属于路德维希斯卢斯特-帕尔希姆县，总面积为22.28平方千米，截至2020年总人口为453人。